# Людина працююча

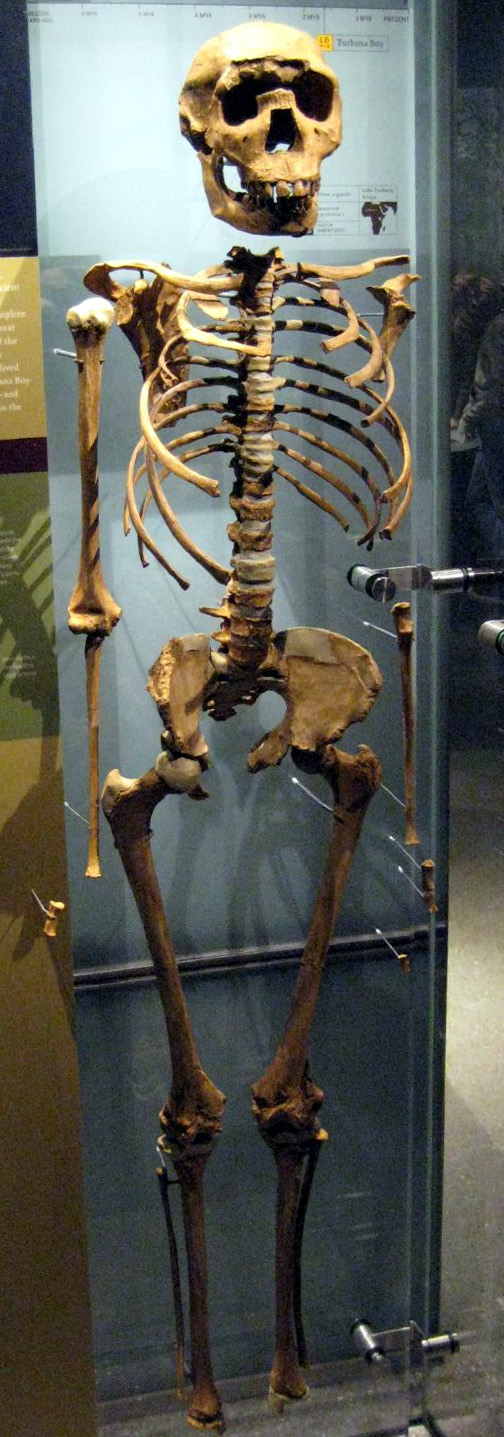
Скелет Хлопчика з Туркани

Люди́на працю́юча (Homo ergaster) — вид роду Людина (Homo), що разом із Людиною прямоходячою (Homo erectus), прийшов на зміну Людині умілій (Homo habilis). Час існування — 1,8-1,4 млн років тому. Основні знахідки — в Кенії, Танзанії, Грузії. Зокрема, відомою знахідкою є «Хлопчик з Туркани» (Turkana Boy): скелет підлітка 9-12 років (за іншими даними, 13-14 років) знайдений в 1984 році в Кенії (озеро Туркана). Вік знахідки складає приблизно 1,6-1,5 млн років.

## Еволюція
Судячи з істотної зміни будови тіла (вищий зріст, довші ноги), Людина працююча зайняла нову екологічну нішу — відкриті вторинні савани. Остаточний перехід до життя на відкритих місцевостях спричинив швидке розселення Людини працюючої за межі африканського континенту. Знахідки в Дманісі (Грузія), що відносяться до періоду 1,8 млн років тому, — є першим свідченням виходу первісної людини за межі Африки. Як показують археологічні дані, цей вид поширився на території від Туреччини до Китаю, але достатньо великою популяція не могла бути. Іноді знахідки в Грузії відносять до окремого виду — Людини грузинської (Homo georgicus).
Людина працююча зробила важливі відкриття: навчилася виготовляти ручні кам'яні рубила і використовувати вогонь. Найдавніші випадки використання вогню відомі із стоянок в Східній Африці датованих періодом 1,5-1,7 млн років тому (Чесованжа, Гомборе I, Кообі-Фора).
Люди цього виду користувалися різними знаряддями праці і були досвідченими мисливцями. Вони були дуже вправними бігунами і розвивали швидкість, яка б дозволила їм змагатися з сучасними олімпійськими спортсменами. Ці факти побудовані на дослідженні їхніх кісток. Людина працююча розвивалась протягом тривалого періоду страшної посухи, через яку висихали вологі тропічні ліси і утворювалися великі пустелі. Цей вид був пристосований витримувати спеку. Вони мали безволосу та гладеньку шкіру. Саме це дозволяло їм більш ефективно пітніти. Людина працююча полювала посеред спекотного дня, в час, коли тварини відпочивали. Представники виду були дуже рухливі. Вони переважно перебували на відкритій місцевості, що давало їм змогу знаходити їжу уникаючи конкуренції. В цьому сенсі Людина працююча була дуже схожа на нас з точки зору загальної форми та будови тіла. Цей вид голих м'ясоїдних людей став першим, хто залишив Африку і колонізував Азію. Саме в цьому квітучому навколишньому середовищі вони еволюціонували і отримали нову назву — Homo erectus (людина прямоходяча).

## Історія відкриття
У 1949 році південноафриканський палеонтолог Джон Робінсон виявив залишки нижньої щелепи нового виду гомініда в Південній частині Африки, який він назвав «Telanthropus capensis» (сьогодні класифікується як «Людина працююча»). Наступна знахідка була виявлена у 1984 році в Кенії поблизу озера Туркана (до 1975 р. мало назву Рудольф) під час експедиції Річарда Лікі. Її назвали «Хлопчик з Туркани». Вік знахідки 1,6 мільйона років і вона найкраще збереглася з-поміж інших викопних видів людиноподібних.

## Знахідки
У 1975 році палеоантропологи Колін Гроувс та Вратіслав Мазак під час вивчення палеолітних знахідок в Африці, серед решток людей виділили нижню щелепу, знайдену на території Кенії. Щелепа не вписувалась у систему варіацій австралопітекових та Homo habilis й належала людині, незважаючи на наявність таких архаїчних рис, як відсутність підборідного виступу, велика товщина тіла, крупні зуби та інш. Таким чином, вчені вирішили, що відкрили новий вид роду Homo, який назвали «Homo ergaster» («людина працююча»).
Наприкінці 70-х років в Кенії на східному узбережжі озера Туркана був знайдений череп жінки. Знахідка стала типовим екземпляром для Homo ergaster. Її датують періодом приблизно 1,5 млн років тому. Характеристика черепа: розвинутий надбрівний валик, «арочна» форма надбрівних дуг, порівняно невелика висота обличчя, надто широкий грушоподібний отвір, посторбітальна конструкція, низька черепна коробка, дуже малий об'єм мозкової порожнини (848 см3), мала товщина кісток. Виличні кістки мають майже «сучасну» будову.
У 1983 році вчені Алан Вокер та Річард Лікі на західному березі озера Туркана в районі Наріокотоме знайшли повний скелет 12-річного хлопчика–архантропа (Нарікотоме 3), його віднесли до виду Homo ergaster. До цього часу вченими загалом було знайдено небагато посткраніальних скелетів африканських архантропів. Нова ж знахідка дала підстави вважати, що за будовою скелету та пропорціями кінцівок давні гомініди мало чим відрізнялися від сучасних людей, особливо від сучасного африканського населення. Архаїчні особливості скелету: більша, ніж у сучасної людини, довжина остистих відростків хребців та звужений спиномозковий канал в районі грудної клітини. За скелетом, зріст 12-річної дитини був 168 см, дорослий Homo ergaster міг мати зріст приблизно 180 см, бути стрункою, худорлявою людиною з випрямленим тулубом, яка досконало володіє двоногою ходою. Особливості будови черепа: розвинуті надбрівні дуги, невеликий об'єм мозкової коробки (880 см3), відсутність підборідного виступу, поздовжнє поглиблення лобової кістки, деякий альвеолярний прогнатизм, широкий грушоподібний отвір. Чітко визначена часова приналежність знахідки — 1,6 млн років тому.
Ще одною відомою знахідкою виду Homo ergaster є череп з Кообі-Фора. Часова приналежність знахідки — 1,3 — 1,4 млн років тому. Ємність мозкової коробки — 804 см3. Помітна схожість із жіночим черепом, знайденим біля озера Туркана, особливо за будовою надбрів'я та лобової кістки. Особливостями знахідки з Кообі-Фора є низький лоб, сильно виражена посторбітальна конструкція, сильно розвинений надбрівний валик; деформований череп.
Також на озері Туркана була знайдена нижня щелепа, точний вік якої невідомий, але, за припущеннями, складає приблизно 1,8 — 1,9 млн років. За морфологічними особливостями вбачається утворення підборідного виступу.
Чесованджа — ще одне місце знахідок Homo ergaster — відоме за датуванням майже найпершого використання вогню гомінідами (1,42 млн років тому). Поблизу були знайдені кам'яні знаряддя олдувайського типу та фрагменти черепа. Залишки вогнищ вчені пов'язують з Homo ergaster, а кісткові знахідки з Australopithecus robustus.
Археологічні дані, отримані в Грузії на початку 90-х років, дали деякі відповіді щодо суперечливого питання розповсюдження Homo ergaster за межами Африки. В Дманісі була знайдена нижня щелепа, яку датують періодом приблизно 1,8-1,7 млн років тому. Щелепа є примітивною, проте серед морфологічних ознак зубів простежуються прогресивні особливості. За еволюційним рівнем знахідка може належати до ранніх архантропів. Вчені Бернард Вуд та Марк Коллард визначають систематичне положення знахідки як Homo ergaster. Вони припускають, що гомінід з Дманісі належав до диференційованих найдавніших архантропів, які були першими вихідцями з Африки в Азію і, можливо, в Європу.

## Характеристика поселень
Люди виду Homo ergaster переважно вели активний спосіб життя, не затримувались надовго на одному місці, тому віддавали перевагу тимчасовим житлам, таким як курені та вітрові заслони. Постійні житла могли з'являтися в період довготривалої стабілізації життєвих умов або за умов міграцій з періодичним поверненням на колишнє місце. Еволюційний рівень та досвід використання каменю дозволяв Homo ergaster будувати непогані укриття, хоча представники виду не припинили використовувати печери. Відомим фактом є освоєння Людиною працюючою печери Сварткранс.

## Міграції
Homo ergaster вважається першим представником роду Homo, що покинув територію Африки. Прихильники «екологічної гіпотези» міграції Homo ergaster вважають, що кліматичні зміни стимулювали мисливську активність, а також вдосконалення кам'яних, кістяних та дерев'яних знарядь. У зв'язку з мисливством різко збільшився обсяг освоєного простору та зросла рухомість груп мисливців, які стали прив'язаними до стад тварин та емігрували з ними. Прихильники «технологічного стимулу» міграцій пов'язують цей процес з розвитком ашельської техніки та наголошують на ролі виникнення ашельської традиції у засвоєнні Homo ergaster нових земель поза межами Африки.

## Фізичні характеристики
Будова Людини працюючої добре вивчена завдяки великій кількості знахідок, що добре збереглися (зокрема відомий скелет «Хлопчик з Туркани»).
Скелет людини працюючої в цілому вже близький до скелета сучасної людини. Череп людини працюючої був округлий, надбрівні дуги були сильно розвинені. Порівняно з австралопітеком, зуби в людини працюючої були дрібні. Об'єм мозку помітно збільшився і становив приблизно 800—900 см3, у деяких випадках менше — 700 см3 (для знахідок в Даманісі). Крім того, збільшились і його відділи, що відповідають за абстрактне мислення, зокрема збільшився розмір лобних ділянок. Разом із збільшенням лобних ділянок відбувалося і збільшення в тім'яній області мозку, так званої зони Брока, відповідальної за мову. Це свідчить про те, що людина працююча вже володіла зачатками мови. Зріст — 130—170 см. Особини швидко розвивалися і рано дорослішали, повністю формувалися вже до 12 років.
Серед висновків, зроблених вченими на основі знахідок, є припущення щодо відсутності в архантропів звукової мовленнєвої системи. Дані, отримані з африканської знахідки Нарікотоме 3, свідчать, що морфологія скелету архантропа, а саме звужений спиномозковий канал, повинна була сильно обмежувати здібності вільної та різноманітної артикуляції звуків. Втім, вигин основи черепа, дозволяє говорити про наявність мовлення в архантропів. Ця ознака сильно виражена в Homo ergaster.

### Використання знарядь праці
Людина працююча використовує різноманітніші й складніші кам'яні знаряддя праці, ніж її попередник Людина вміла. Людина працююча успадкувала технологію Олдувайської культури та започаткувала Ашельську культуру. Ймовірно вона використовувала вогонь, оскільки відомі знахідки на стоянках Чесованжа, Гомборе і Кообі-Фора близько 1,5 мільйонів років тому.